# Rumeni porečnik
Rumeni porečnik (znanstveno ime Stylurus flavipes) je raznokrili kačji pastir iz družine porečnikov, ki poseljuje nižinske reke v pasu od Zahodne Evrope prek Severne Azije do Daljnega vzhoda. Njegova razširjenost je slabše poznana, saj je odrasle osebke kljub barvitosti in velikosti zelo težko opaziti.

## Telesne značilnosti
Gre za velikega predstavnika porečnikov, ki v dolžino meri med 50 in 55 mm, od tega zadek 37–42 mm, zadnji krili pa merita do 35 mm. Zadek je vitek, razen odebeljenega 8. in 9. člena, zato ima kijasto obliko. Najlaže ga je prepoznati po črno-rumenem vzorcu oprsja, posebej po rumenem »ovratniku«, ki v kombinaciji z rumeno progo po vrhu oprsja oblikuje črko T.
Samci imajo modre oči, samice pa zelene.

## Habitat in razširjenost
Razmnožuje se ob bregovih večjih, počasi tekočih rek v nižinskih predelih in je edini evropski kačji pastir, ki je praktično v celoti omejen na porečja velikih rek pod 400 m nadmorske višine, kot so Ren, Rona, Pad, Laba in Donava. Najprimernejši habitat za ličinke so predeli reke s počasnim tokom, peščenim dnom in ne preveliko količino organskih snovi, kot so notranja stran rečnih zavojev ali dolvodna obala otokov. Večinoma se vrsta pojavlja tam, kjer je ohranjenost okolja razmeroma dobra, vendar je kakovost vode glavni dejavnik, tako da so lahko bregovi tudi umetno regulirani. Tako jo je možno opaziti v omrežju namakalnih kanalov v Padski nižini, nedavno pa je poselila tudi Albertov prekop v Belgiji, ki je ena najprometnejših vodnih povezav v Evropi s pretežno betonskimi bregovi.
Podatki o razširjenosti v svetovnem merilu so problematični, saj je rumeni porečnik zelo podoben vrsti Stylrus ubadschi, ki živi nekoliko južneje v Aziji in je bila do pred kratkim obravnavana kot njegova podvrsta. Zato za mnoge najdbe ni gotovo, kateri vrsti pripadajo. V grobem se rumeni porečnik pojavlja od Zahodne Evrope (brez juga), preko Srednje in Vzhodne Evrope ter vzhodne Sibirije do Ruskega daljnega vzhoda. Poleg tega denimo samci najraje letajo nad sredino reke, kjer jih je težko opaziti brez daljnogleda. Zato je iskanje levov na bregovih najzanesljivejši način za potrditev pojavljanja, zaradi česar so verjetno lokalne populacije pogosto spregledane. Leti pozno, od zgodnjega junija do začetka oktobra.
V Evropi se je številčnost rumenega porečnika drastično zniževala od konca 19. stoletja do 1980. let, tako da je dolgo veljal za enega bolj ogroženih kačjih pastirjev te celine. Od 1990. let sta se številčnost in območje razširjenosti bistveno popravila, domnevno na račun izboljševanja kakovosti vode ter upravljanja z rekami, tako da zdaj spet poseljuje celotno zgodovinsko območje razširjenosti in ne velja za ogroženega.

### V Sloveniji
Dolgo časa je bil edini znan podatek za pojavljanje rumenega porečnika v Sloveniji iz sredine 20. stoletja, ko ga je zoolog Boštjan Kiauta zabeležil v okolici Ljubljane. Atlas kačjih pastirjev (Odonata) Slovenije ga navaja kot domnevno izumrlega, a verjetno samo spregledanega. Kot domnevno izumrl je naveden tudi v Rdečem seznamu kačjih pastirjev iz Pravilnika o uvrstitvi ogroženih rastlinskih in živalskih vrst v rdeči seznam iz leta 2002.
Leta 2011 pa so enega odraslega samca ujeli odonatologi v rokavu reke Mure pri Petišovcih, nedaleč od meje s Hrvaško, kar potrjuje mesto te vrste v favni kačjih pastirjev Slovenije, pa tudi naravovarstveni pomen tega predela reke Mure.